# Ancistrocerus atropos
Ancistrocerus atropos är en stekelart som först beskrevs av Amédée Louis Michel Lepeletier.  Ancistrocerus atropos ingår i släktet murargetingar, och familjen Eumenidae. Inga underarter finns listade i Catalogue of Life.